# American Soldier
American Soldier è il decimo album dei Queensrÿche. Pubblicato nel 2009, rappresenta un concept album la cui trama riguarda il conflitto bellico americano.

## Tracce
1. Sliver (Jason Slater/Geoff Tate) - 3:09
2. Unafraid (Jason Slater/Geoff Tate) - 4:47
3. Hundred Mile Stare (Kelly Gray/Geoff Tate) - 4:31
4. At 30,000 Ft (Jason Slater/Geoff Tate) - 5:11
5. A Dead Man's Words (Jason Slater/Geoff Tate) - 6:35
6. The Killer (Jason Slater/Geoff Tate) - 5:26
7. Middle of Hell (Kelly Gray/Damon Johnson/Scott Rockenfield/Geoff Tate) - 5:28
8. If I Were King (Jason Slater/Geoff Tate) - 5:17
9. Man Down! (Kelly Gray/Geoff Tate) - 4:57
10. Remember Me (Jason Slater/Geoff Tate) - 5:00
11. Home Again (Kelly Gray/Damon Johnson/Scott Rockenfield/Geoff Tate) - 4:41
12. The Voice (Jason Slater/Geoff Tate) - 5:29

## Formazione
Gruppo
- Geoff Tate – voce, cori, corno
- Michael Wilton – chitarra
- Eddie Jackson – basso
- Scott Rockenfield – batteria

Altri musicisti
- Kelly Gray, Damon Johnson – chitarre aggiuntive
- Randy Gane – tastiera
- A.J. Fratto – voce aggiuntiva (traccia 1)
- Jason Ames – voce aggiuntiva (tracce 1 e 8)
- Vincent Solano – voce aggiuntiva (traccia 5)
- Emily Tate – voce aggiuntiva (traccia 11)